# Sihui
Sihui is een stad en arrondissement in de Prefectuur Zhaoqing in de provincie Guangdong van China. Sihui heeft 640.910 inwoners (2020) en ligt ten noorden van de rivier de Xi Jiang. De stad is in het oosten vrijwel vastgegroeid aan Foshan en is onderdeel van de Parelrivierdelta, het grootste metropoolgebied van de wereld.

## Stadswijken
- Dongcheng
- Chengzhong
- Zhenshan
- Longfu
- Didou
- Weizheng
- Luoyuan
- Jingkou
- Dasha
- Shigou
- Huangtian
- Xiamao
- Jianggu

## Beroemde personen uit Sihui, of die Sihui alsjiaxianghebben
- Gigi Lai Chi
- Xian Dongmei, haalde goud op de OS 2004 in Athene en OS 2008 in Beijing met judo
- Mai Boliang